# Blomsterspråk

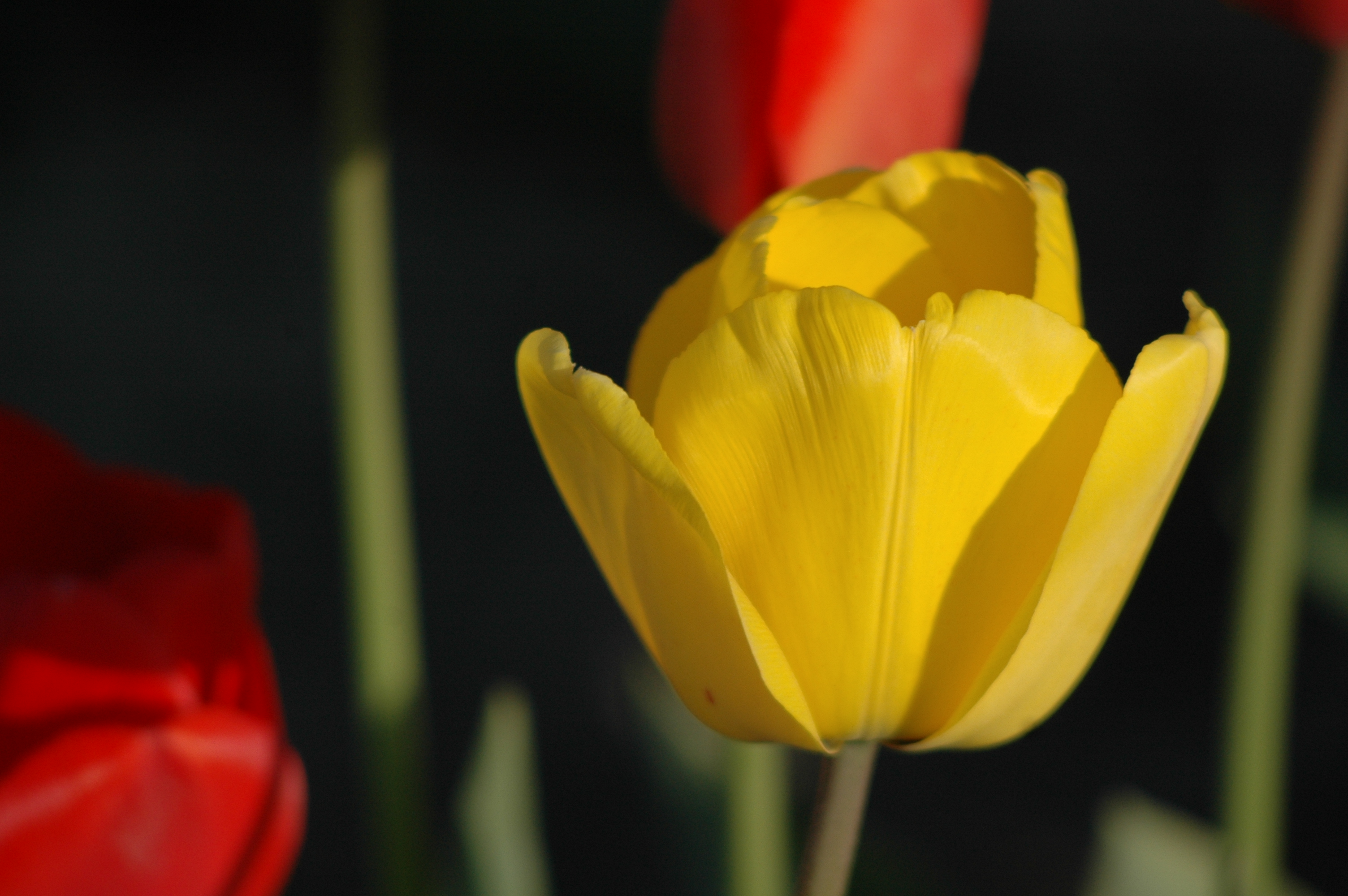
En gul tulpan som symboliserar hopplös kärlek.

Blomsterspråk är att förmedla känslor eller tankar med hjälp av blommor. Blomsterspråk kan användas om växtsymbolik i största allmänhet men betecknar i första hand ett särskilt symbolspråk som utvecklades under 1800-talet genom de många blomsterspråksböcker som då gavs ut.

## Historia
Själva ordsammansättningen lär först kunna dokumenteras i slutet av 1700-talet, på det engelskspråkiga området (”the language of flowers”) i diktsamlingen "Jubilate Agno" skriven 1759–1763 av Christopher Smart.
När det gäller Sverige anges i fjärde bandet av "Svenska Akademiens Ordbok öfver svenska språket" (1916) den tidigaste svenska dokumentationen år 1830. En blomsterspråksbok utkom dock i Sverige något tidigare, ”Blomsterspråket eller Blommornas betydelse efter Österländskt sätt. En toilettskänk", Kalmar 1827.
För blomsterspråkets utveckling under 1800-talet har Johann Wolfgang von Goethe och romantiken haft betydelse. Blomsterspråket anses dock ha sitt ursprung i Asien, främst Persien och Kina. Under 1900-talet har blomsterspråket inte minst förmedlats genom blomsterhandelns slogan "säg det med blommor", och är fortfarande aktuellt i samband med högtider som bröllop och begravning. 
Blomsterspråket är ett symbolspråk, som i första hand – ofta på ett hemlighetsfullt sätt – vill uttrycka känslor som glädje, vänskap och kärlek. Olika sorters blommor symboliserar olika saker och även blommans färg och antalet blommor kan ha betydelse för vad det är som uttrycks. En röd ros är exempelvis en vanlig symbol för kärlek. En bokstav kan också betecknas med en blomma, vars namn börjar med samma bokstav. A kan till exempel betecknas med aster. En blommas färg eller en kombination av två eller tre blommors färger kan på analogt sätt bilda bokstäver.

## Tolkning av blommornas budskap
Ungdomstidningen Starlet (målgrupp unga flickor) publicerade i slutet av 1900-talet en lista med tolkning av blommornas budskap jämte välgjorda teckningar av respektive blommor. En ej närmare känd "Anna Larsson" har på sin hemsida givit en delvis avvikande tolkning. Det hela andas samma tonårsromantik, som visas i de i början av 1900-talet så populära poesiböckerna.
| Blomma           | Enligt Starlet                     | Enligt Anna Larsson                    |
| ---------------- | ---------------------------------- | -------------------------------------- |
| Blåklocka        | Jag är trogen                      | Skvallra inte för någon, om det du vet |
| Gladiolus        | Du är för nonchalant               | –                                      |
| Krysantemum, gul | Jag tillhör en annan               | –                                      |
| Krysantemum, vit | Jag talar sanning                  | –                                      |
| Liljor           | Jag är fåfäng                      | –                                      |
| Liljekonvalj     | –                                  | Att älska för mycket förslappar själen |
| Luktärt          | Jag reser min väg                  | –                                      |
| Maskros          | Din självsäkerhet är skrattretande | Avvisad kärlek                         |
| Ros, gul         | –                                  | Jag är välbeställd                     |
| Ros, röd         | Jag älskar dig                     | Jag älskar dig                         |
| Ros, vit         | Jag älskar dig inte                | Jag älskar din själ                    |
| Rosenknopp       | –                                  | Jag har älskat dig länge i hemlighet   |
| Tussilago        | Du är mitt allt                    | Den första kärleken                    |
| Tulpan, gul      | Min kärlek känns hopplös           | Hopplös kärlek                         |
| Tulpan, röd      | Jag älskar dig                     | Kärleksförklaring                      |
| Violer           | Låt oss vara tillsammans           | –                                      |
| Vitsippa         | Tänk på mig                        | Dina ögon säger mer än dina läppar     |
| Äppelblomma      | Du är lika klok som du är vacker   | –                                      |

Man kan vid tolkningen utgå från blommornas färger, och antalet blommor i en bukett kan också ges olika betydelser.
| Blomma  | Budskap                                     |
| ------- | ------------------------------------------- |
| Blå     | Jag vill bli vid din sida intill döden      |
| Gul     | Du är solen i mitt liv                      |
| Lila    | Jag önskar dig lycka och välgång i livet    |
| Mörkröd | Jag saknar dig så                           |
| Orange  | Jag är din trogne vän                       |
| Rosa    | Jag är förälskad i dig och lovar dig trohet |
| Röd     | Jag räknar dagarna tills vi möts igen       |
| Vit     | Jag tror på din renhet och jungfrulighet    |

| Antal        | Budskap                                         |
| ------------ | ----------------------------------------------- |
| En blomma    | Du är mitt allt                                 |
| Två blommor  | Låt oss resa bort tillsammans                   |
| Tre blommor  | När får jag träffa dig igen?                    |
| Fyra blommor | Jag ser upp till dig och är dig tacksam         |
| Fem blommor  | Jag gör vad som helst för dig                   |
| Sex blommor  | Jag tvivlar på ditt ord                         |
| Sju blommor  | Jag älskar dig                                  |
| Åtta blommor | Jag förblir dig trogen intill döden             |
| Nio blommor  | Jag vill vara ensam med dig                     |
| Tio blommor  | Vill du gifta dig med mig? (Jämför kärleksknop) |

Blomsterspråket används i Karl Ewerts svenska text, "Två små röda rosor", till "Im Hotel zur Nachtigall" av Stephan Weiß. Den svenska texten handlar om mannen som i en blomsterbutik beställer en stor bukett vita rosor till sin rena och skära kärlek, men visan avslutas med
| ”            | Men om rätt ska vara rätt sätt i min bukett två små röda rosor. | „ |
| – Karl Ewert |                                                                 |   |